# Африканський екзархат
Африканський або Карфагенський екзархат (лат. Exarchatus Africae) — адміністративна одиниця Візантійської імперії, яка розташовувалась у Західному Середземномор'ї з центром у м. Карфаген. Утворено між 585 та 590 роками. Надалі розширявся за рахунок Остготського і Вестготського королівств. Припинив існування в 698 році внаслідок захоплення арабськими загарбниками.

## Історія
У 533 році імператора Юстиніан I спрямував війська проти королівства вандалів. Внаслідок успішних дій вже у 534 році супротивника було переможено, а значну територію Північної Африки приєднано до Візантійської імперії. Тут було утворено (фактично відновлено з римських часів) Преторіанську префектуру Африки. Візантійці стали відновлювати правові, господарські та політичні порядки часів Римської імперії, що викликало невдоволення берберів. З 540-х років починаються тривалі і запеклі війни з останніми. Короткочасні успіхи у 547—549 роках змінилися поразками візантційців у 569—570 роках.
Внаслідок війн з берберами провінцію Мавританію Цезарейську приєднали до Мавританії Сітіфенської і обидві провінції стали називатися Мавританією Першою. До Мавританії Другої входило міста Септем і Тінгіс з навколишньою територією. Триполітанію було приєднано до Єгипетської діоцезії. Під контролем Візантії були, головним чином, приморські міста і округи великих міст.
Зрештою 585 або 590 року в рамках продовження адміністративної реформи в імперії преторіанську префектуру за рішенням імператора Маврикія було перетворено на Африканський екзархат. Першим екзархом став Геннадій. Під час правління екзарха Іраклія бербери виступали як його союзники. У 608 році останній почав повстання проти імператора Фоки.
У 618 імператор Іраклій збирався перемістити столицю до Карфагену. Водночас посилюється тиск з боку Вестготського королівства на володіння на Піренейському півострові. До 624 року візантійці остаточно їх втратили. У 645 році після отримання влади імператором Константа II екзарх Григорій оголосив територію Африканського екзархату незалежним від Візантії і проголосив себе імператором Африки, але, відбиваючи напад арабів, був убитий біля стін міста Суфетула.
У 660 році посилилися напади на землі екзархаму з боку мусульман. До 665 року значну частину єпархії Бізацена було втрачено. У 670 році араби підкорили Феццан, вожді якого до того були союзниками візантійців. 681 року Кафраген опинився в облозі, але араби не змогли його захопити. 683 році Кусейла, вождь одного з берберських племен, завдав поразки арабам й звільнив від них єпархії Африка і Бізацена. В результаті завдяки союзу з берберами Візантія зуміла відвоювати значну частину екзархату. Але у 688—692 роках берберо-візантійські війська зазнали низки поразок. Внаслідок цього було збережено владу лише в містах Карфаген, Аннаба і Бугія, Антабулус в епархії Мавританія Друга
695 року емір Гасан бен ан-Нуман ал-Гасані захопив Карфаген, але доволі швидко візантійці відвоювали місто. У 698 році арабське військо завдали поразки візантійської армії і захопили Карфаген. Фактично з цього часу екзархат припинив існування. Було здійснено спробу відвоювати Карфаген, проте флот імперії на чолі із Апсімаром зазнав поразки. Протеостаточно приборкано берберо-римлян лише у 703 році.
У візантійців залишалися Септем, частина Мавританії Другої і Тінгітани, Балеарські острови. З цих володінь було утворено екзархат. Укріплене місто Септем, останнє володіння Візантії на Африканському континенті, впав в 709 році.

## Територія і адміністрація
Поділявся на провінції (єпархії) і включав території Північної Африки (провінції Африка, Бізацена, Мавританія Перша і Мавританія Друга), Візантійської Іспанії, Балеарські острови, Сардинію і Корсику. До самого падіння візантійської Африки і Карфагена осіле населення регіону продовжувало називати себе римлянами.
Керував намісник імператора — екзарх. Тривалий час центром було місто Карфаген, з його падінням 698 року перенесено до Септему.

## Економіка
Основу становило землеробство. Екзархат був значним постачальником зерна, олії, фруктів. Також розвинене було скотарство, яким займалися романо-бербери та бербери. Значне поповнення скарбниці давала посередницька торгівля між Іспанією, Сицилією, Італією та Балканами, трансафриканська торгівля. В цей час відновлюються міста уздовж узбережжя Північної Африки.

## Релігія
З часів Римської імперії поступово поширювалося християнство. Втім тут залишалися впливовими різні секти, зокрема донатизм і аріанство. При правлінні імператора Іраклія християнство досягло успіху у важливих містах берберів — Джерид, Ореса, Заба.

## Екзархи
- Геннадій (I) (591—598)
- Іраклій Старший (598—610)
- Никита (619—629)
- Григорій (629/631—647)
- Геннадій (II) (647—665)
- Елефтерій Молодший (з 665)
- невідомі
- Юліан (698—708)